# Кајану-Вама (Клуж)
Кајану-Вама (рум. Căianu-Vamă) насеље је у Румунији у округу Клуж у општини Кајану. Oпштина се налази на надморској висини од 320 m.

## Становништво
Према подацима из 2002. године у насељу је живело 322 становника.

### Попис2002.
| Расподела становништва по националности 2002.‍ | Расподела становништва по националности 2002.‍ | Расподела становништва по националности 2002.‍ | Расподела становништва по националности 2002.‍ | Расподела становништва по националности 2002.‍ |
| --------------------------------------------- | --------------------------------------------- | --------------------------------------------- | --------------------------------------------- | --------------------------------------------- |
|                                               |                                               |                                               |                                               |                                               |
| Румуни                                        | Румуни                                        |                                               | 276                                           | 85,7%                                         |
| Мађари                                        | Мађари                                        |                                               | 46                                            | 14,3%                                         |